# Aberystwyth Castle
Aberystwyth Castle (walisisk: Castell Aberystwyth) er ruinen af en borg, der ligger Aberystwyth, Ceredigion, Mid Wales. Den blev opført i 1277 af Edvard 1. efter hans krig med Llywelyn ap Gruffudd i forbindelse med hans erobring af Wales i slutningen af 1200-tallet, hvor den erstattede en tidligere fæstning, der lå ca. 1,5 km mod syd. Under Owain Glyndŵrs oprør der omfattede hele Wales erobrede waliserne borgen i 1404, men den blev generobret af englænderne 4 år senere.
I 1637 gjorde Charles 1. fæstningen til Royal mint, hvor der blev slået sølvshillinger. Borgen blev ødelagt af Oliver Cromwell i 1649.
Det er en listed building af 1. grad.